# Campionati europei di tuffi 2013 - Trampolino 1 metro femminile
La gara del trampolino da 1 metro femminile dei campionati europei di tuffi 2013 è stata disputata il 21 giugno 2013 presso la Piscina Nettuno di Rostock in Germania e vi hanno partecipato 21 atlete. Le qualificazioni si sono svolte al mattino e le primi 12 classificate hanno avuto accesso alla finale del pomeriggio.

## Medaglie
| Posizione | Atleta          | Paese  |
| --------- | --------------- | ------ |
| Oro       | Tania Cagnotto  | Italia |
| Argento   | Nadežda Bažina  | Russia |
| Bronzo    | Maria Polyakova | Russia |

## Risultati
| Pos. | Atlete              | Nazionalità   | Eliminatorie | Eliminatorie | Finale    | Finale |
| Pos. | Atlete              | Nazionalità   | Punti        | Pos.         | Punti     | Pos.   |
| ---- | ------------------- | ------------- | ------------ | ------------ | --------- | ------ |
|      | Tania Cagnotto      | Italia        | 276.10       | 1            | 301.20    | 1      |
|      | Nadežda Bažina      | Russia        | 261.30       | 2            | 274.35    | 2      |
|      | Maria Polyakova     | Russia        | 244.40       | 5            | 273.90    | 3      |
| 4    | Olena Fedorova      | Ucraina       | 244.20       | 6            | 267.00    | 4      |
| 5    | Anastasiia Nedobiga | Ucraina       | 237.70       | 7            | 261.80    | 5      |
| 6    | Maria Marconi       | Italia        | 253.30       | 4            | 261.15    | 6      |
| 7    | Tina Punzel         | Germania      | 226.35       | 11           | 258.95    | 7      |
| 8    | Rebecca Gallantree  | Gran Bretagna | 235.45       | 9            | 248.40    | 8      |
| 9    | Inge Jansen         | Paesi Bassi   | 236.05       | 8            | 231.75    | 9      |
| 10   | Sophie Somloi       | Austria       | 230.10       | 10           | 228.20    | 10     |
| 11   | Alicia Blagg        | Gran Bretagna | 259.60       | 3            | 227.30    | 11     |
| 12   | Maxine Eouzan       | Francia       | 221.95       | 12           | 214.05    | 12     |
| 16.5 | H09.5               |               |              |              | 00:55.635 | O      |
| 13   | Celine van Duijn    | Paesi Bassi   | 220.20       | 13           |           |        |
| 14   | Fanny Bouvet        | Francia       | 217.45       | 14           |           |        |
| 15   | Tiia Kivela         | Finlandia     | 215.25       | 15           |           |        |
| 16   | Taina Karvonen      | Finlandia     | 211.05       | 16           |           |        |
| 17   | Daniella Nero       | Svezia        | 207.50       | 17           |           |        |
| 18   | Friederike Freyer   | Gran Bretagna | 205.55       | 18           |           |        |
| 19   | Alena Khamulkina    | Bielorussia   | 204.85       | 19           |           |        |
| 20   | Patrycja Pyrzak     | Polonia       | 173.55       | 20           |           |        |
| 21   | Anna Bogyay         | Ungheria      | 168.00       | 21           |           |        |